# Pomacentrus tripunctatus
Pomacentrus tripunctatus är en fiskart som beskrevs av Cuvier, 1830. Pomacentrus tripunctatus ingår i släktet Pomacentrus och familjen Pomacentridae. Inga underarter finns listade i Catalogue of Life.